# Battaglia di Numistro
La battaglia di Numistro(ne) fu combattuta nel 210 a.C. tra l'esercito di Annibale e l'esercito di Marco Claudio Marcello. La battaglia fu inconcludente, poiché nessuno dei due prevalse sull'altro. Alla fine Annibale si ritirò e Marcello lo inseguì fino ad Ascoli, che fu anch'essa di esito incerto.

## Contesto storico
Dopo le sue continue sconfitte (su tutte, la Battaglia di Canne, ma anche quelle del lago Trasimeno e della Trebbia), la fedeltà degli alleati italiani di Roma cominciò a vacillare. Oltre ai Sanniti, ai Lucani, ai Greci del Sud Italia, anche in Apulia sorsero le prime ribellioni. La città di Erdonia era già stata teatro di una sconfitta romana nel 212 a.C., quando due anni dopo i romani provarono a riconquistarla. Ecco come Tito Livio descrive il particolare momento della guerra in corso ormai da otto lunghi anni:
(Livio, XXVI, 37.)
Intanto il console Marco Claudio Marcello aveva lasciato Roma ed insieme al proconsole Gneo Fulvio Centumalo Massimo, mossero con i loro rispettivi eserciti verso Erdonia. Prima ottennero la resa di Salapia, distruggendovi le guarnigioni cartaginesi. Credendo che Annibale stesse ripiegando verso la Calabria (il Bruttium), i due eserciti mossero verso i Sanniti, che subito abbandonarono ogni idea di secessione, e vi strapparono con la forza le città di Marmoree e di Mele, dove furono sconfitti circa 3 000 soldati di Annibale, che vi erano stati lasciati come guarnigione. L'occupazione di queste due città produsse, non solo un ricco bottino che fu lasciato ai soldati, ma anche duecentoquarantamila moggi di grano e centodiecimila di orzo.

### Antefatto
Gneo Fulvio decise allora di porre i propri accampamenti non molto distante da Erdonea, nella speranza di riconquistare la città. D'altro canto Annibale, venuto a sapere dei piani del proconsole romano attraverso una serie di spie e temendo di poter perdere l'alleanza di quella città, decise di assalire il nemico e di coglierlo di sorpresa. L'esito della battaglia che ne seguì fu estremamente favorevole ai Cartaginesi, tanto che dopo la disastrosa sconfitta rimediata dai Romani, molti di loro furono dispersi nella fuga, altri invece furono massacrati. Lo stesso proconsole, Gneo Fulvio, cadde insieme ad undici tribuni militari. Livio afferma di non essere certo di «quante migliaia di soldati siano state trucidate in quella battaglia», ricordando che alcuni storici parlavano, chi di 13 000 e chi di non più di 7 000
Annibale alla fine riuscì ad impadronirsi anche degli accampamenti e del loro bottino. Poi preferì dare alla fiamme Erdonea, trasferendo i suoi abitanti a Metaponto e Turii, poiché era venuto a sapere che quella città sarebbe passata ai Romani una volta che si fosse allontanato dalla stessa. Uccise quindi i loro capi, i quali avevano avuto in precedenza incontri segreti con Fulvio. Intanto i Romani che si erano salvati dalla grave disfatta, riuscirono a raggiungere nel Sannio il console Marco Claudio Marcello.

## Battaglia
Marcello, che non era per nulla spaventato dalla grande disfatta subita dal proconsole romano, poco prima, scrisse una lettera al senato informandolo della morte di Gneo Fulvio e della perdita della città Erdonea. Comunicò quindi che si sarebbe diretto contro Annibale, ricordando loro di essere stato in passato quello che era riuscito a battere il condottiero cartaginese, subito dopo la battaglia di Canne. Egli non aveva nessuna intenzione di dargli tregua e di concedergli il tempo di esultare per la vittoria appena conseguita.
A Roma purtroppo però si temeva il peggio.
Marcello passò dal Sannio in Lucania e pose il campo in una zona pianeggiante nei pressi di Numistrone, proprio di fronte ad Annibale che occupava un colle. Il console romano, per dimostrare di non temere il Cartaginese, condusse per primo il suo esercito sul campo di battaglia. Annibale, quando vide che le insegne romane uscivano dalle porte dell'accampamento nemico, ordinò alla sua armata di fare altrettanto. Collocò, pertanto, la sua ala destra sul pendio della collina, mentre i Romani utilizzarono la città come punto di riferimento per la loro ala sinistra. La battaglia iniziò all'ora terza (metà mattina) e durò fino a notte. E benché i soldati delle prime file fossero esausti, il combattimento risultò perfettamente in equilibrio.
Le schiere che presero parte al combattimento iniziale furono per i Romani, la prima legione e l'ala destra, mentre per i Cartaginesi, i soldati spagnoli e i frombolieri delle Baleari e, più tardi, anche gli elefanti. In seguito subentrarono tra i Romani, alla prima legione, la terza, e all'ala destra la sinistra; tra i Cartaginesi, i soldati freschi sostituirono i compagni stanchi. Le nuove unità generarono nei due schieramenti una nuova gagliardia, tanto che si riaccese un nuovo e violento combattimento. Fu solo la notte a separare le due armate, quando la vittoria risultava ancora incerta.

## Conseguenze
Il giorno seguente i Romani rimasero fermi nell'accampamento, almeno fino ad un'ora avanzata del giorno. Quando videro che nessun nemico avanzava contro di loro, preferirono raccogliere le spoglie dei loro morti, radunandole in un unico posto e poi dando loro fuoco. La notte seguente, nel silenzio più totale, Annibale mosse il campo e si incamminò all'insaputa dei Romani verso l'Apulia. Quando Marcello si accorse che il nemici era fuggito, lasciò i feriti a Numistrone con un modesto presidio, a capo del quale pose il tribuno Lucio Furio Purpureone, e si incamminò per inseguire il Cartaginese. Lo raggiunse presso Venosa, dove per diversi giorni i due schieramenti si affrontarono più che altro in scaramucce, non tanto in vere e proprie battaglie. Secondo Livio gli scontri furono disordinati e quasi tutti favorevoli ai Romani. Poi i due eserciti vennero condotti attraverso l'Apulia senza che avvenisse alcun combattimento degno di nota, in quanto Annibale muoveva il campo di notte, mentre Marcello lo inseguiva in pieno giorno e dopo aver fatto le dovute ricognizioni.